# Maier-Saupe-teori
Maier-Saupe-teori er den mest kendte teoretisk model, der beskriver den nematiske fase i flydende krystaller. Den er en middelfeltteori.
Teorien blev publiceret af Wilhelm Maier og Alfred Saupe i 1958.